# Konservator
En konservator arbetar förebyggande eller praktiskt med att vårda och bevara kulturarv i form av arkeologiskt, historiskt eller modernt material. Det kan exempelvis vara kultur- och naturhistoriska föremål, arkeologiska fynd, konstobjekt, historiska interiörer, exteriörer på byggnader, kyrkor, fornlämningar eller andra miljöer. Konservatorn arbetar även med samlingsförvaltning. Konservatorn gör etiska och naturvetenskapliga ställningstaganden rörande bevarandefrågor. Konservatorn kan också arbeta med rådgivning kring material- och metodval, vård, konservering och förvaltning av enskilda objekt, hela samlingar eller miljöer.   
Att "vårda" betyder att ansvara för, eller att vakta något och används vanligen som ett samlingsbegrepp eller som ett mer övergripande begrepp för en rad olika aktiviteter. Att konservera innebär ofta att man eftersträvar att bevara ett objekt, en samling eller en miljö som den är, till kommande generationer. En konservator vill därför göra så få förändringar eller förstärkningar som möjligt på ett vittrande objektet, detta för att objektet inte ska bli förändrat över tid genom så kallade kumulativa effekter. Man vill säkerställa att objektets värde som historisk källa inte går förlorat.
Konservatorn har specialkunskaper beträffande olika materials kemiska och fysiska nedbrytningsprocesser, och är vanligen specialiserad på en viss materialkategori: papper, måleri, textil, metall, sten, murala tekniker (muralt måleri, stuck eller sgraffito), arkeologiskt material såväl som moderna material. Yrket förutsätter ett gott handlag, materialkännedom, noggrannhet och en god inblick i kultur- och konsthistoria samt i naturvetenskapliga metoder. Konservatorer är ofta egna företagare eller anställda på större och mellanstora museer eller andra offentliga institutioner eller myndigheter, som exempelvis Riksantikvarieämbetet.

## Utbildningar i Sverige
Utbildning i konservering i Sverige ges vid Institutionen för kulturvård vid Göteborgs universitet och omfattar tre eller fem år. Här kan man utbilda sig till allmänkonservator eller välja en specialinriktning inom exempelvis måleri, papper, textil eller arkeologiskt material. Vid Carl Malmstensskolan utbildas möbelkonservatorer med inriktning på trä och/eller tapetsering.  
Konservering är ett tvärvetenskapligt yrke som behandlar naturvetenskap, konsthistoria, arkeologi, byggnadsvård och materialkunskap. Konservatorn arbetar ofta interdisciplinärt med många olika yrkesgrupper så som arkeologer, intendenter, arkitekter, antikvarier, kemister, geologer, arkivarier, murare, konstnärer och konsthantverkare.